# Tumeochrysa praeclara
Tumeochrysa praeclara is een insect uit de familie van de gaasvliegen (Chrysopidae), die tot de orde netvleugeligen (Neuroptera) behoort. 
Tumeochrysa praeclara is voor het eerst wetenschappelijk beschreven door Hölzel in 1973.